# Ashley Williams (actrice)
Ashley Churchill Williams (Westchester County, 12 november 1978) is een Amerikaanse actrice.

## Biografie
Williams is een jongere zus van Kimberly Williams-Paisley. Zij heeft de highschool doorlopen aan de Rye High School in Rye (New York). Hierna ging zij studeren aan de universiteit van Boston waar zij in 2001 aan de conservatorium haar bachelor of fine arts haalde.
Williams is sinds 2011 getrouwd met filmproducent Neal Dodson. In haar vrije tijd is zij vooral actief in schrijven, yoga, hardlopen en wandelen.

## Filmografie

### Films
Uitgezonderd korte films.
- 2022 Five More Minutes: Moments Like These - als Kaitlyn Morrison
- 2022 Two Tickets to Paradise - als Hannah Holt
- 2022 Love, Classified - als Nora Noble
- 2021 Sister Swap: Christmas in the City - als Meg Swift
- 2021 Sister Swap: A Hometown Holiday - als Meg Swift
- 2020 Christmas in Evergreen: Bells Are Ringing - als Allie Shaw
- 2020 Never Kiss a Man in a Christmas Sweater - als Maggie O'Donnell
- 2020 The Chris Watts Story - als Shanann Watts
- 2019 Christmas in Evergreen: Tidings of Joy - als Allie Shaw
- 2018 Northern Lights of Christmas - als Zoey Hathaway
- 2018 Christmas in Evergreen: Letters to Santa - als Allie Shaw
- 2017 Christmas In Evergreen - als Allie Shaw
- 2017 Aardvark - als Monica Hartline
- 2016 Love on a Limb - als Aimie
- 2016 6 Love Stories - als Robin Butterman
- 2015 October Kiss - als Poppy
- 2015 Bad Hurt - als Jessie
- 2014 A Most Violent Year - als Lange
- 2014 Lovesick- als Felecia
- 2013 Christmas in the City - als Wendy
- 2013 Keep Calm and Karey On – als Penny
- 2011 Bird Dog – als Gail McGrath
- 2011 Something Borrowed – als Claire
- 2011 Scents and Sensibility – als Elinor Dashwood
- 2011 Margin Call – als Heather Burke
- 2010 Heterosexuals – als Rhonda
- 2010 The Front – als Stump
- 2010 At Risk – als Stump
- 2008 Snow 2: Brain Freeze – als Sandy Brooks
- 2008 Night Life – als Jenny
- 2007 Montana Sky – als Willa Mercy
- 2007 Making It Legal – als Julie
- 2007 Imperfect Union – als Ronnie
- 2006 him and Us – als Nina
- 2006 Amy Coyne – als Amy Coyne
- 2004 Snow – als Sandy Brooks
- 1993 Indian Summer – als Ida Heinken

### Televisieseries
Uitgezonderd eenmalige gastrollen.
- 2022 Amber Brown - als tante Pam - 10 afl.
- 2022 Spotlights: A Showtime Short Film Series - als Lane - 2 afl.
- 2015 - 2016 The Jim Gaffigan Show - als Jeannie Gaffigan - 23 afl.
- 2006 – 2014 How I Met Your Mother – als Victoria – 16 afl.
- 2013 Wedding Band – als Denise – 2 afl.
- 2012 Royal Pains – als Sydney Barlett – 2 afl.
- 2011 Warehouse 13 – als Sally Stukowski – 4 afl.
- 2009 – 2010 Saving Grace – als Amanda Dewey – 5 afl.
- 2008 Novel Adventures – als Lizzie McKenzie – 8 afl.
- 2007 Side Order of Life – als Becca – 10 afl.
- 2006 Huff – als Alyssa – 8 afl.
- 2005 – 2006 E-Ring – als Beth Wilkerson – 6 afl.
- 2002 – 2004 Good Morning, Miami – als Dylan Messinger – 39 afl.
- 1995 – 2001 As the World Turns – als Dani Andropoulus – 49 afl.

- Bibliothèque nationale de France: cb16253596b (data)
- Gemeinsame Normdatei: 141657316
- International Standard Name Identifier: 0000 0001 1464 3355
- Library of Congress Control Number: no2007094754
- Nationale Bibliotheek van Israël: 987007453725905171
- Virtual International Authority File: 165510702
- WorldCat: E39PBJy8r8MM4kP3yr9Kt6cMfq